# Acromyrmex nobilis
Acromyrmex nobilis är en myrart som beskrevs av Santschi 1939. Acromyrmex nobilis ingår i släktet Acromyrmex och familjen myror. Inga underarter finns listade i Catalogue of Life.